# Бакербзе
Бакербзе (бакербсе; нім. Backerbse — «печений горох») — традиційна супова засипка з тіста в німецькій, австрійській та швейцарській кухні у формі обсмажених у фритюрі кульок з тіста завбільшки з горох.
Для приготування бакербзе використовується рідке тісто з борошна, курячих яєць, молока та солі, іноді з додаванням олії. Тісто пропускають через плоску тертку в киплячий жир. «Горошини», які вийшли, обсмажуються у фритюрі до золотистого кольору, потім жиру дають стекти. Бакербзе додають в бульйони і супи безпосередньо перед подачею на стіл. Готові бакербзе є в продажу з 1953 року.